# Каприана
Каприа̀на (на италиански: Capriana; на ладински: Caoriana, Каориана) е село и община в Северна Италия, автономна провинция Тренто, автономен регион Трентино-Южен Тирол. Разположено е на 1007 m надморска височина. Населението на общината е 579 души (към 2018 г.).